# Waves Sanremo
I Waves Sanremo sono una squadra di football americano di Sanremo. Sono stati fondati nel 1985 come Waves Bordighera; divenuti Waves Riviera dei Fiori l'anno successivo (spostando la sede a Camporosso), sono tornati a nome e sede precedente già dal 1987. Nel 1988 riprendono la denominazione "Riviera dei Fiori", giocando in diversi comuni della provincia di Imperia, mentre nel 1989 diventano Waves Ventimiglia. Inattivi tra il 1990 e il 1992, nel 1993 tornano a giocare come Waves Bordighera per chiudere però alla fine dello stesso anno. Riaperti nel 2014 come Waves Sanremo, partecipano al primo livello del campionato della IAAFL.

## Dettaglio stagioni

### Amichevoli
| Stagione | Vin | Par | Per | Tot | PF | PS | avversaria    |
| -------- | --- | --- | --- | --- | -- | -- | ------------- |
| 2016     | 1   | 0   | 0   | 1   | 8  | 2  | Marocco IAAFL |
| Totale   | 1   | 0   | 0   | 1   | 8  | 2  |               |

Fonte: americanfootballitalia.com

### Tornei nazionali

#### Campionato

##### Italy 9 Championship/Spring League
A seguito dell'ingresso di FIDAF nel CONI questi tornei - pur essendo del massimo livello della loro federazione - non sono considerati ufficiali.
| Stagione | regular season | regular season | regular season | regular season | regular season | regular season | playoff | playoff | playoff | playoff | playoff | playoff   | playoff    |
|          | Vin            | Par            | Per            | Tot            | PF             | PS             | Vin     | Per     | Tot     | PF      | PS      | risultato | avversaria |
| -------- | -------------- | -------------- | -------------- | -------------- | -------------- | -------------- | ------- | ------- | ------- | ------- | ------- | --------- | ---------- |
| 2015     | 0              | 0              | 4              | 4              | 26             | 127            | -       | -       | -       | -       | -       | -         | -          |
| 2016     | 0              | 0              | 4              | 4              | 35             | 144            | -       | -       | -       | -       | -       | -         | -          |
| Totale   | 0              | 0              | 8              | 8              | 61             | 271            | -       | -       | -       | -       | -       |           |            |

Fonte: Enciclopedia del Football - A cura di Roberto Mezzetti

##### Serie A2/B (secondo livello)
| Stagione | regular season | regular season | regular season | regular season | regular season | regular season | playoff | playoff | playoff | playoff | playoff | playoff   | playoff    |
|          | Vin            | Par            | Per            | Tot            | PF             | PS             | Vin     | Per     | Tot     | PF      | PS      | risultato | avversaria |
| -------- | -------------- | -------------- | -------------- | -------------- | -------------- | -------------- | ------- | ------- | ------- | ------- | ------- | --------- | ---------- |
| 1987     | 3              | 1              | 6              | 10             | 85             | 141            | -       | -       | -       | -       | -       | -         | -          |
| 1993     | 0              | 0              | 8              | 8              | 6              | 190            | -       | -       | -       | -       | -       | -         | -          |
| Totale   | 3              | 1              | 14             | 18             | 91             | 331            | -       | -       | -       | -       | -       |           |            |

Fonte: Enciclopedia del Football - A cura di Roberto Mezzetti

##### Serie B (terzo livello)/C
| Stagione | regular season | regular season | regular season | regular season | regular season | regular season | playoff | playoff | playoff | playoff | playoff | playoff             | playoff           |
|          | Vin            | Par            | Per            | Tot            | PF             | PS             | Vin     | Per     | Tot     | PF      | PS      | risultato           | avversaria        |
| -------- | -------------- | -------------- | -------------- | -------------- | -------------- | -------------- | ------- | ------- | ------- | ------- | ------- | ------------------- | ----------------- |
| 1985     | 5              | 0              | 5              | 10             | 106            | 90             | -       | -       | -       | -       | -       | -                   | -                 |
| 1986     | 6              | 1              | 1              | 8              | 192            | 31             | -       | -       | -       | -       | -       | -                   | -                 |
| 1988     | 5              | 0              | 3              | 8              | 138            | 106            | 0       | 1       | 1       | 0       | 3       | Primo turno playoff | Mastini Ivrea     |
| 1989     | 5              | 0              | 1              | 6              | 96             | 25             | 1       | 1       | 2       | 41      | 49      | Semifinale          | Islanders Venezia |
| Totale   | 21             | 1              | 10             | 32             | 532            | 252            | 1       | 2       | 3       | 41      | 52      |                     |                   |

Fonte: Enciclopedia del Football - A cura di Roberto Mezzetti

#### Tornei EPS

##### Spring League IAAFL
| Stagione | regular season | regular season | regular season | regular season | regular season | regular season | playoff | playoff | playoff | playoff | playoff | playoff   | playoff    |
|          | Vin            | Par            | Per            | Tot            | PF             | PS             | Vin     | Per     | Tot     | PF      | PS      | risultato | avversaria |
| -------- | -------------- | -------------- | -------------- | -------------- | -------------- | -------------- | ------- | ------- | ------- | ------- | ------- | --------- | ---------- |
| 2019     | 0              | 0              | 2              | 2              | 0              | 40             | -       | -       | -       | -       | -       | -         | -          |
| Totale   | 0              | 0              | 2              | 2              | 0              | 40             | -       | -       | -       | -       | -       |           |            |

Fonte: Enciclopedia del Football - A cura di Roberto Mezzetti

##### Winter League IAAFL
| Stagione | regular season | regular season | regular season | regular season | regular season | regular season | playoff | playoff | playoff | playoff | playoff | playoff   | playoff    |
|          | Vin            | Par            | Per            | Tot            | PF             | PS             | Vin     | Per     | Tot     | PF      | PS      | risultato | avversaria |
| -------- | -------------- | -------------- | -------------- | -------------- | -------------- | -------------- | ------- | ------- | ------- | ------- | ------- | --------- | ---------- |
| 2018     | 2              | 0              | 3              | 5              | 39             | 51             | -       | -       | -       | -       | -       | -         | -          |
| Totale   | 2              | 0              | 3              | 5              | 39             | 51             | -       | -       | -       | -       | -       |           |            |

Fonte: Enciclopedia del Football - A cura di Roberto Mezzetti

#### Altri tornei

##### Torneo Massimo Mora
| Stagione | regular season | regular season | regular season | regular season | regular season | regular season | playoff | playoff | playoff | playoff | playoff | playoff    | playoff                   |
|          | Vin            | Par            | Per            | Tot            | PF             | PS             | Vin     | Per     | Tot     | PF      | PS      | risultato  | avversaria                |
| -------- | -------------- | -------------- | -------------- | -------------- | -------------- | -------------- | ------- | ------- | ------- | ------- | ------- | ---------- | ------------------------- |
| 1993     | -              | -              | -              | -              | -              | -              | 0       | 1       | 1       | 6       | 18      | Semifinale | Squali Golfo del Tigullio |
| Totale   | -              | -              | -              | -              | -              | -              | 0       | 1       | 1       | 6       | 18      |            |                           |

Fonte: Enciclopedia del Football - A cura di Roberto Mezzetti

### Riepilogo fasi finali disputate
| Anno | Luogo    | Evento              | Fase del torneo     | Incontro                                     | Risultato  |
| 1988 | ?        | Serie B             | Primo turno playoff | Mastini Ivrea - Waves Riviera dei Fiori      | 3 - 0 o.t. |
| 1989 | ?        | B Bowl              | Semifinale          | Islanders Venezia - Waves Ventimiglia        | 33 - 7     |
| 1993 | Chiavari | Trofeo Massimo Mora | Semifinale          | Squali Golfo del Tigullio - Waves Bordighera | 18 - 6     |